# Contre-la-montre masculin des moins de 23 ans aux championnats du monde de cyclisme sur route 2014
Navigation
Florence 2013 Richmond 2015
Le contre-la-montre masculin des moins de 23 ans aux championnats du monde de cyclisme sur route 2014 a eu lieu le 22 septembre 2014 à Ponferrada, en Espagne.
Le titre a été remporté par l'Australien Campbell Flakemore qui s'impose respectivement devant l'Irlandais Ryan Mullen et le Suisse Stefan Küng.

## Système de sélection
Toutes les fédérations nationales peuvent inscrire 4 coureurs dont 2 partants. En plus de ce nombre le tenant du titre et les champions continentaux actuels peuvent être ajoutés aux quotas.
| Champion                   | Coureur           | Pays           |
| -------------------------- | ----------------- | -------------- |
| Champion du monde en titre | Damien Howson     | Australie      |
| Champion d'Afrique         | Willie Smit       | Afrique du Sud |
| Champion panaméricain      | Rodrigo Contreras | Colombie       |
| Champion d'Asie            | Viktor Okishev    | Kazakhstan     |
| Champion d'Europe          | Stefan Küng       | Suisse         |
| Champion d'Océanie         | Harry Carpenter   | Australie      |

## Parcours
Le tracé de la course est de 36,15 kilomètres. La course commence et se termine à Ponferrada et passe par La Martina, Posada del Bierzo et Carracedelo.

## Programme
Les horaires sont ceux de l'heure normale d'Europe centrale (UTC+1)
| Date              | Horaire         |                                      |
| ----------------- | --------------- | ------------------------------------ |
| 22 septembre 2014 | 14 h 00-16 h 35 | Contre-la-montre des moins de 23 ans |
| 22 septembre 2014 | 16 h 55         | Cérémonie                            |

## Primes
L'UCI attribue un total de 5 367 € aux trois premiers de l'épreuve.
| Position | 1er     | 2e      | 3e    | Total   |
| Montant  | 3 067 € | 1 533 € | 767 € | 5 367 € |

## Classement
|                           | Coureur                     | Pays             |    | Temps          |
| ------------------------- | --------------------------- | ---------------- | -- | -------------- |
| Médaille d'or, monde      | Campbell Flakemore          | Australie        | en | 43 min 49 s 94 |
| Médaille d'argent, monde  | Ryan Mullen                 | Irlande          | +  | 0 s 48         |
| Médaille de bronze, monde | Stefan Küng                 | Suisse           |    | 9 s 22         |
| 4                         | Rafael Reis                 | Portugal         |    | 19 s 32        |
| 5                         | Maximilian Schachmann       | Allemagne        |    | 37 s 84        |
| 6                         | Jonathan Dibben             | Royaume-Uni      |    | 38 s 28        |
| 7                         | Andreas Vangstad            | Norvège          |    | 44 s 88        |
| 8                         | Louis Meintjes              | Afrique du Sud   |    | 48 s 36        |
| 9                         | Frederik Frison             | Belgique         |    | 1 min 7 s 22   |
| 10                        | James Oram                  | Nouvelle-Zélande |    | 1 min 9 s 57   |
| 11                        | Lukas Pöstlberger           | Autriche         |    | 1 min 25 s 43  |
| 12                        | Nils Politt                 | Allemagne        |    | 1 min 27 s 68  |
| 13                        | Viktor Manakov              | Russie           |    | 1 min 28 s 62  |
| 14                        | Steven Lammertink           | Pays-Bas         |    | 1 min 38 s 56  |
| 15                        | Théry Schir                 | Suisse           |    | 1 min 44 s 31  |
| 16                        | Søren Kragh Andersen        | Danemark         |    | 1 min 44 s 42  |
| 17                        | Alex Kirsch                 | Luxembourg       |    | 1 min 45 s 57  |
| 18                        | Juan Camacho                | Espagne          |    | 1 min 46 s 03  |
| 19                        | Davide Martinelli           | Italie           |    | 1 min 55 s 32  |
| 20                        | Alexander Evtushenko        | Russie           |    | 1 min 55 s 33  |
| 21                        | Mario González Salas        | Espagne          |    | 1 min 55 s 74  |
| 22                        | Marcus Fåglum               | Suède            |    | 1 min 57 s 38  |
| 23                        | Robin Carpenter             | États-Unis       |    | 1 min 57 s 53  |
| 24                        | Scott Davies                | Royaume-Uni      |    | 2 min 1 s 65   |
| 25                        | Ignacio Prado               | Mexique          |    | 2 min 2 s 28   |
| 26                        | Dion Smith                  | Nouvelle-Zélande |    | 2 min 5 s 42   |
| 27                        | José Luis Rodríguez Aguilar | Chili            |    | 2 min 6 s 43   |
| 28                        | Willie Smit                 | Afrique du Sud   |    | 2 min 9 s 83   |
| 29                        | Oleg Zemlyakov              | Kazakhstan       |    | 2 min 10 s 22  |
| Dsq                       | Viktor Okishev              | Kazakhstan       |    | 2 min 17 s 72  |
| 31                        | Ruben Pols                  | Belgique         |    | 2 min 23 s 19  |
| 32                        | Tom Bohli                   | Suisse           |    | 2 min 24 s 75  |
| 33                        | Marlen Zmorka               | Ukraine          |    | 2 min 27 s 91  |
| 34                        | Gregor Mühlberger           | Autriche         |    | 2 min 36 s 66  |
| 35                        | Taylor Eisenhart            | États-Unis       |    | 2 min 37 s 39  |
| 36                        | Miguel Ángel López          | Colombie         |    | 2 min 37 s 49  |
| 37                        | Przemysław Kasperkiewicz    | Pologne          |    | 2 min 37 s 62  |
| 38                        | Ioánnis Spanópoulos         | Grèce            |    | 2 min 40 s 64  |
| 39                        | Carlos Ramírez              | Colombie         |    | 2 min 56 s 88  |
| 40                        | Rémi Cavagna                | France           |    | 2 min 58 s 82  |
| 41                        | Seid Lizde                  | Italie           |    | 3 min 8 s 64   |
| 42                        | Facundo Lezica              | Argentine        |    | 3 min 12 s 95  |
| 43                        | Casper von Folsach          | Danemark         |    | 3 min 22 s 33  |
| 44                        | Bruno Maltar                | Croatie          |    | 3 min 31 s 11  |
| 45                        | David Per                   | Slovénie         |    | 3 min 33 s 48  |
| 46                        | Bruno Armirail              | France           |    | 3 min 54 s 61  |
| 47                        | Hugo Ángel Velázquez        | Argentine        |    | 4 min 3 s 42   |
| 48                        | Anass Aït El Abdia          | Maroc            |    | 4 min 6 s 57   |
| 49                        | Ahmet Örken                 | Turquie          |    | 4 min 10 s 13  |
| 50                        | Abderrahmane Mansouri       | Algérie          |    | 4 min 34 s 30  |
| 51                        | Valens Ndayisenga           | Rwanda           |    | 4 min 38 s 33  |
| 52                        | Dmitriy Rive                | Kazakhstan       |    | 4 min 43 s 94  |
| 53                        | Salaheddine Mraouni         | Maroc            |    | 4 min 47 s 71  |
| 54                        | Pontus Kastemyr             | Suède            |    | 4 min 48 s 16  |
| 55                        | Tural Isgandarov            | Azerbaïdjan      |    | 4 min 59 s 52  |
| 56                        | Adil Barbari                | Algérie          |    | 5 min 1 s 17   |
| 57                        | Jean Bosco Nsengimana       | Rwanda           |    | 5 min 4 s 25   |
| 58                        | Feritcan Şamlı              | Turquie          |    | 5 min 14 s 91  |
| 59                        | Pablo Cruz                  | Honduras         |    | 6 min 1 s 42   |
| 60                        | Szabolcs Sebestyén          | Roumanie         |    | 6 min 29 s 81  |
| 61                        | Shern Mun Benedict Lee      | Singapour        |    | 7 min 21 s 47  |
| 62                        | Diego Hossfeldt             | Qatar            |    | 7 min 41 s 77  |
| 63                        | Victor Cartin               | Moldavie         |    | 9 min 56 s 68  |